# Paço de Vilar de Perdizes
O Paço de Vilar de Perdizes localiza-se na freguesia de Vilar de Perdizes, município de Montalegre.
É considerado um dos poucos Morgadios em Portugal, e que está ligado a Santiago de Compostela. Instituído por bula pontifícia de 1551, este conjunto arquitetónico, sofreu alterações no século XVIII. É hoje propriedade privada, tendo sido classificado como Monumento de Interesse Público em Fevereiro de 2011, junto com as pinturas murais da Senhora das Neves.

## Características
O paço é constituído por solar e hospital, botica, capela com cruzeiro ao pé do Caminho de Santiago.